# Comarca Córdoba
Die Comarca Córdoba ist eine der 8 Comarcas in der Provinz Córdoba. Sie wurde, wie alle Comarcas in der Autonomen Gemeinschaft Andalusien, mit Wirkung zum 28. März 2003 eingerichtet.
Die im Zentrum der Provinz gelegene Comarca umfasst die Gemeinde Córdoba mit einer Fläche von 1.255,24 km².

## Lage
| Valle del Guadiato           |                                             | Alto Guadalquivir |
| Valle Medio del Guadalquivir | Kompassrose, die auf Nachbargemeinden zeigt |                   |
|                              | Campiña Sur                                 | Campiña de Baena  |

## Gemeinden
| Gemeinde        | Einwohner (2024) | Fläche km² | Dichte Einw./km² | Cod INE | Postleitzahl  |
| --------------- | ---------------- | ---------- | ---------------- | ------- | ------------- |
| Córdoba         | 322.811          | 1.255,24   | 257              | 14021   | 14001 – 14014 |
| Comarca Córdoba | 322.811          | 1.255,24   | 257              | –       | –             |

## Nachweise
1. ↑  Instituto Nacional de Estadística Municipal Register of Spain
2. ↑  Orden de 14 de marzo de 2003, por la que se aprueba el mapa de comarcas de Andalucía a efectos de la planificación de la oferta turística y deportiva, Boletín Oficial de la Junta de Andalucía (Amtsblatt der Regierung von Andalusien), Nr. 59 vom 27. März 2003, S. 6248